# Sint-Antonius Abtkerk (Mook)

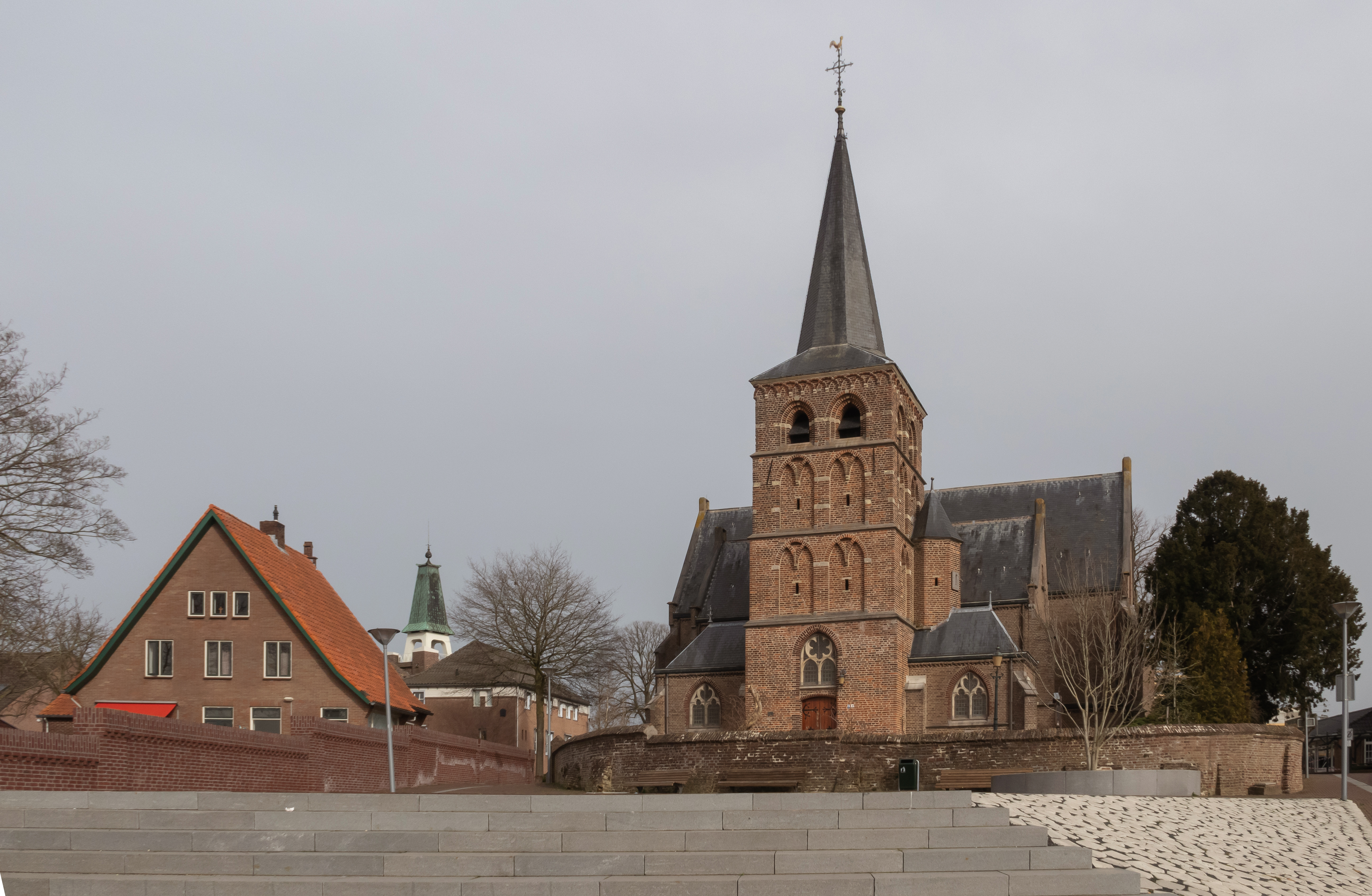
Sint-Antonius Abtkerk

De Sint-Antonius Abtkerk is de parochiekerk van Mook, gelegen aan Kerkstraat 1. De kerk maakt deel uit van het parochieel samenwerkingsverband van de parochies Ven-Zelderheide, Ottersum, Milsbeek, Middelaar, Mook en Molenhoek (VOMMMM).

## Geschiedenis
Reeds in de 13e eeuw stond hier een kleine kerk. Deze was gewijd aan de Heilige Adelbertus. Omstreeks 1400 werd de kerk uitgebreid met een driezijdig mergelstenen koor. De laatgotische toren is vermoedelijk 15e-eeuws, het dwarsschip is van ongeveer 1500.
In 1574 werd de kerk beschadigd tijdens de Slag op de Mookerheide. In 1675 stichtten de Franse troepen er brand.
In 1909 werd de kerk vergroot, waarbij het schip werd gesloopt en een nieuw driebeukig schip werd gebouwd, met een nieuwe, grotere dwarsbeuk in neogotische stijl, die ten oosten van en tegen de oude dwarsbeuk werd aangebouwd. Architect was Caspar Franssen. In 1981 werd de kerk gerestaureerd.
De kerk, die op een kleine verhoging ligt, wordt omringd door een ommuurd kerkhof.
In de tuin van de kerk bevindt zich het Monument voor het kunstenaarsverzet.

## Interieur
Het huidige orgel is een Vermeulen-orgel uit 1950. De kerk bezit een aantal kunstwerken, zoals een albasten reliëf uit 1600, voorstellende de Aanbidding der herders, nu verwerkt in de deur van het tabernakel. Voorts een Mariabeeld uit 1656. Verder zijn er diverse 18e-eeuwse kerkmeubelen en heiligenbeelden.